# Entephria subcaeruleata
Entephria subcaeruleata là một loài bướm đêm trong họ Geometridae.